# Södra Ny församling
Södra Ny församling var en församling i  Karlstads stift i nuvarande Säffle kommun. Församlingen uppgick 1970  i Ny-Huggenäs församling.

## Administrativ historik
Församlingen har medeltida ursprung. Före 1 januari 1886 (enligt beslut den 17 april 1885) hette församlingen Ny församling.
Församlingen var till 1943 annexförsamling i pastoratet By, Bro, Södra Ny och Huggenäs som från 1 maj 1911 även omfattade Säffle församling. Från 1943 till 1962 annexförsamling i pastoratet Säffle, Bro, Södra Ny och Huggenäs. Församlingen var från 1962 till 1970 annexförsamling i pastoratet Bro, Södra Ny och Huggenäs. Församlingen uppgick 1970  i Ny-Huggenäs församling.

## Kyrkor
- Södra Ny kyrka